# Франц Штаудер
Франц Штаудер (нім. Franz Stauder; нар. 28 травня 1977) — колишній німецький тенісист.
Найвищу одиночну позицію світового рейтингу — 322 місце досяг 7 червня 1999, парну — 147 місце — 1 квітня 2002 року.

## Титули на челленджерах

### Парний розряд: (6)
| Ранг | Рік  | Турнір                  | Покриття | Партнер          | Суперники                             | Рахунок       |
| ---- | ---- | ----------------------- | -------- | ---------------- | ------------------------------------- | ------------- |
| 1.   | 1999 | Любек, Німеччина        | Килим    | Патрік Зоммер    | Міхаель Кольманн Філіппо Вейльйо      | 6–4, 7–5      |
| 2.   | 2001 | Фройденштадт, Німеччина | Ґрунт    | Александер Васке | Фредрік Лувен Дамін Робертс           | 6–3, 4–6, 6–3 |
| 3.   | 2002 | Магдебург, Німеччина    | Килим    | Орест Терещук    | Дік Норман Д'ялмар Сістерманс         | 6–4, 6–3      |
| 4.   | 2003 | Zell, Німеччина         | Ґрунт    | Карстен Браш     | Ян Фруде Андерсен Олівер Марах        | 6–3, 4–6, 6–3 |
| 5.   | 2003 | Фройденштадт, Німеччина | Ґрунт    | Александер Васке | Маріуш Фирстенберг Марцин Матковський | 6–4, 7–5      |
| 6.   | 2003 | Ашаффенбург, Німеччина  | Ґрунт    | Карстен Браш     | Ян Фруде Андерсен Філіпп Пецшнер      | 6–4, 7–5      |